# Edemir Rodríguez
Edemir Rodríguez Mercado (Santa Cruz de la Sierra, 21 ottobre 1986) è un calciatore boliviano, difensore dell'Oriente Petrolero.

## Palmarès

### Club

#### Competizioni nazionali
- Campionato boliviano: 1

Real Potosí: Apertura 2007